# Armina muelleri
Armina muelleri is een slakkensoort uit de familie van de Arminidae. De wetenschappelijke naam van de soort is voor het eerst geldig gepubliceerd in 1886 door Ihering.